# Serp del blat de moro
La serp del blat de moro, o serp de la dacsa (Pantherophis guttatus, abans Elaphe guttata) és una espècie de serp de la família Colubridae, pròpia dels Estats Units i nord de Mèxic. Aquesta serp ha estat inclosa en el Catàleg espanyol d'espècies exòtiques invasores per les Illes Balears, aprovat per RD 630/2013, de 2 d'agost.

## Característiques
És de color groc amb triangles taronja amb vores prefilades en negre. Mesura de 70 a 130 cm de llarg. Viu fins als 20 anys.

## Distribució
La seva àrea de distribució és Maryland i Nova Jersey arribant cap al sud a la costa del golf de Mèxic; la subespècie Elaphe guttata emoryi (la serp lladregota dels grans plans) es pot trobar a Texas, el nord de Mèxic i pujant a través de Kansas i de Missouri.

## Hàbitat
Habita en prades i cultius de blat de moro. És una serp solitària i no viu en clots sinó en la planura, i els matollars del blat de moro són les millors àrees per trobar el seu aliment, protecció i amagatall. Són populars al mercat de mascotes, potser per ser més petites i dòcils que altres espècies de serps i per no ser verinoses.